# (2034) Bernoulli
(2034) Bernoulli ist ein Asteroid des Hauptgürtels, der am 5. März 1973 vom Schweizer Astronomen Paul Wild, vom Observatorium Zimmerwald der Universität Bern aus, entdeckt wurde.
Der Asteroid trägt den Namen der Gelehrtenfamilie Bernoulli, der vom 17. Jahrhundert bis heute viele berühmte Wissenschaftler und Künstler entstammten.